# John Watson (závodník)
John Marshall Watson MBE (* 4. května 1946 Belfast) je bývalý britský automobilový závodník, pilot Formule 1, ve které působil v letech 1973 až 1985. Největších úspěchů dosáhl s týmem McLaren, za který startoval od roku 1979 až do konce působení ve formuli 1. Jeho nejúspěšnější sezónou byl rok 1982, kdy získal třetí místo v Mistrovství světa jezdců F1.

## Kariéra
Během své kariéry ve formuli 1 startoval v 152 velkých cenách, v nichž získal celkem 169 bodů, 20× byl na stupních vítězů, z toho 5× na stupni vítěze. V roce 1983 vytvořil jedinečný výkon, když v Grand Prix USA zvítězil z 22. startovní pozice. Debutoval 14. července 1973 v Grand Prix Velké Británie v Silverstone. První vítězství získal 15. srpna 1976 v Grand Prix Rakouska v Österreichringu. Jeho poslední závod, který jel po dvouleté přestávce 6. října 1985, byl Grand Prix Evropy v Brands Hatch, kdy zaskakoval za zraněného Nikiho Laudu. Splnil se tak jeho sen, jet s vozem číslo jedna.
Poprvé kariéru ukončil v roce 1983 po několika měsíčním dohadováním se svým šéfem týmu Ronem Dennisem, když požadoval výrazně vyšší plat. Jeho týmový kolega Niki Lauda ho vyzval, aby obnovil smlouvu za předchozích podmínek, ale to kategoricky odmítl. Tým McLaren tedy podepsal smlouvu s mladým francouzským jezdcem Alainem Prostem, který neměl takové nároky. V retrospektivu se ukázalo, že to byla snad největší chyba v jeho kariéře, protože v roce 1984 se tým McLaren dostal do vedoucí pozice Mistrovství světa Formule 1, v niž se Alain Prost stal mistrem světa jezdců F1.
Po posledním závodě ve Formuli 1 se účastnil závodů sportovních vozů, sedmkrát se účastnil závodu 24 hodin Le Mans. V sezóně 1987 získal druhé místo. Na této příčce společně s Janem Lammersem na Jaguaru Silk Cut zakončil sezónu sportovních vozů, když vyhrál tři závody. Po skončení závodní kariéry pracoval v letech 1990–1996 jako sportovní komentátor pro Eurosport, poté pro ESPN a nakonec pro BBC, kde se věnuje sérii BTCC. Provozuje také John Watson Performance Driving Center v Silverstone.